# Gerhard Faltermeier
Gerhard „Gerd“ Faltermeier (* 23. Oktober 1943 in Steinsberg; † 9. März 2009 in Karlsruhe), auch „Benno“ gerufen, war ein deutscher Fußballspieler. In den Jahren 1965 bis 1968 kam Faltermeier in 13 Spielen der bundesdeutschen Fußballnationalmannschaft der Amateure zum Einsatz und erzielte im März 1971 für den SSV Jahn Regensburg einen Treffer, der zum ersten „Tor des Monats“ in der Geschichte der ARD-Sportschau gewählt wurde.

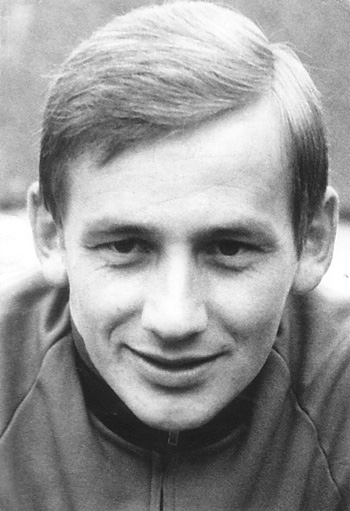
Gerhard Faltermeier (1965)

## Laufbahn

### Vereine, 1953 bis 1975

#### FSV Steinsberg, 1953 bis 1963
Im heutigen (2007) Markt Regenstauf im Oberpfälzer Landkreis Regensburg, Ortsteil Steinsberg, durchlief der Schüler Gerhard Faltermeier in der Jugendabteilung des dortigen FSV Steinsberg die diversen Jugendklassen. Bereits mit 17 Jahren stürmte das Offensivtalent in der ersten Mannschaft des Heimatvereins in der Kreisliga Regensburg. Durch seine herausragende Trefferquote fiel er den Spähern des SSV Jahn Regensburg auf. Jahn war durch den 13. Rang in der Saison 1962/63 in der 2. Liga Süd durch die Einführung der Fußball-Bundesliga ab 1963/64 in die 1. Amateurliga Bayern zurückgestuft worden. Der Verein des Ex-Nationaltorhüters Hans Jakob, wollte in der Runde 1963/64 den Aufstieg in die zweitklassige Regionalliga Süd bewerkstelligen und war deshalb an einem talentierten Torschützen interessiert. Mit 19 Jahren wechselte „Benno“ Faltermeier 1963 nach Regensburg.

#### SSV Jahn Regensburg, 1963 bis 1972
Der junge Angreifer vom FSV Steinsberg setzte sich 1963/64 auf Anhieb in der Bayernliga gut in Szene und gehörte der Jahn-Stammelf an, mit welcher er die Vizemeisterschaft errang. Im zweiten Jahr in Regensburg erlebte er mit den Rot-Weißen im Jahnstadion den überraschenden Abstieg in die Landesliga Bayern. Umgehend feierte Faltermeier mit Jahn Regensburg die Meisterschaft und den Aufstieg in die 1. Amateurliga Bayern in der Saison 1965/66. In dieser Phase warb intensiv der 1. FC Nürnberg um den Torschützen der Jahn-Elf. Nur dank großen Engagements von Seiten der Jahn-Führung konnte der Vorvertrag von Faltermeier, den er beim „Club“ unterzeichnet hatte, rückgängig gemacht und damit der beste Angreifer für die 1. Amateurliga in Regensburg gehalten werden. Jahn startete in die Regionalliga Süd durch. Der Aufsteiger erreichte in der Runde 1966/67 mit Gerhard Faltermeier den Einzug in die Regionalliga Süd. In der Regionalliga kämpfte er mit Regensburg 1967/68 durchgehend um den Klassenerhalt. Am vorletzten Spieltag kam Jahn in seinem Heimspiel nur zu einem 1:1  und hatte damit nahezu die letzte Chance für den Klassenerhalt verspielt. Punktgleich mit 20:46 Zählern gingen Frankfurt und Regensburg in den letzten Spieltag, der am 12. Mai 1968 ausgetragen wurde. Die Faltermeier-Elf trat in Rüsselsheim, der FSV im heimischen Stadion am Bornheimer Hang gegen Waldhof Mannheim an. „Benno“ Faltermeier gelang in der 52. Spielminute der Treffer zum 2:0-Endstand für seine Jahn-Mannschaft, Frankfurt verlor sein Heimspiel mit 0:1 und damit hatte Jahn Regensburg in letzter Minute den Klassenerhalt geschafft.
Nach zwei Runden mit Trainer Aki Schmidt in der Oberpfalz erlebte Faltermeier mit Heinz Elzner zur Saison 1970/71 seinen dritten Trainer bei Jahn. Im Süddeutschen Pokal des Jahres 1970 war der SSV nach Erfolgen über die SpVgg Weiden (2:1), SpVgg Bayreuth (3:1) und FC Bayern Hof (4:2) in die erste Hauptrunde des DFB-Pokals eingezogen. Vor 15.000 Zuschauern gelang am 3. Januar 1970 im heimischen Jahn-Stadion ein 1:0-Erfolg gegen den Bundesligisten Eintracht Braunschweig. Zusammen mit Manfred Ritschel bildete Gerhard Faltermeier dabei einen gefährlichen rechten Flügel. Das Achtelfinale wurde am 29. Juli 1970 beim FC Bayern München ausgetragen. Die Münchener gewannen vor 20.000 Zuschauern mit 4:0 Toren.  Nach neun Runden in Regensburg nahm der noch 28-jährige Faltermeier das Angebot des Karlsruher SC an und wechselte im Sommer 1972 nach Baden.

#### Tor des Monats
Der seinerzeitige Mittelfeldspieler des SSV Jahn Regensburg jagte am 28. März 1971 im Regionalligaspiel (damals zweitklassig) gegen den VfR Mannheim einen 20-Meter-Freistoß so in den Winkel, dass der Ball oben im Netz hängen blieb. 71.000 von 250.000 Einsendungen wählten diesen Treffer zum ersten „Tor des Monats“. Sportschau-Gastgeber Oskar Klose überreichte die erste Auszeichnung an Faltermeier.

#### Karlsruher SC, 1972 bis 1974

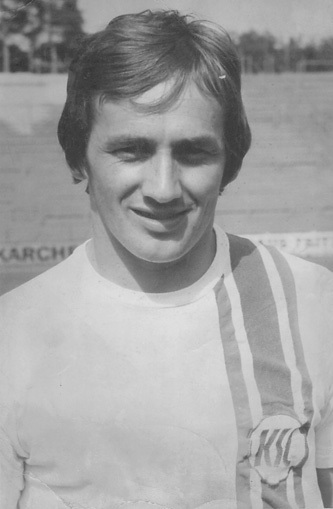
Gerhard Faltermeier im Trikot des Karlsruher SC

Sein Debüt für den KSC in der Regionalliga Süd gab der Mann aus Regensburg am Starttag der Runde 1972/73. Die Karlsruher setzten sich mit 2:0 beim SSV Reutlingen durch und er wurde in der 64. Minute für Wilfried Trenkel eingewechselt und bildete sodann mit Wolfgang Platz und Hans Haunstein das Mittelfeld der Karlsruher. Da sich mit Manfred Grimm (18/3), Hans Fritsche (31/15), Jürgen Radau (32/0), Trenkel (27/0) und Roland Vogel (33/13) auch noch die weiteren Neuzugänge im Wildparkstadion etablieren konnten, starteten der KSC und Faltermeier eine erfolgreiche Runde. Faltermeier hatte mit 31 Spielen und sechs Treffern Anteil an der Vizemeisterschaft der Elf aus dem Wildpark in der Regionalliga-Runde 1972/73 und dem damit verbundenen Einzug in die Aufstiegsrunde zur Bundesliga. Dort setzte sich aber Fortuna Köln durch und das Team von KSC-Trainer Heinz Baas hatte keine Chance. In seiner zweiten Saison in Karlsruhe erlebte der Mittelfeld-Routinier den Trainerneuling Carl-Heinz Rühl. Faltermeier war von der dynamischen und positiven Art des Kölners sehr angetan, dies galt trotz des nur erreichten Mittelfeldplatzes in dieser Runde. In 29 Spielen steuerte „Benno“ fünf Treffer für die Badener bei. Da mit Beginn der Runde 1974/75 die Ära der 2. Fußball-Bundesliga angesagt war, er 31 Jahre wurde und zudem sein ihm angenehmer Angestelltenplatz bei der Versorgungsanstalt des Bundes und der Länder in der Karlsruher Hans-Thoma-Straße als Profi in der 2. Bundesliga auf dem Spiel gestanden hätte, beendete Gerhard Faltermeier nach der Runde 1973/74 seine Karriere im Vertragsligafußball.
Sein letztes Pflichtspiel für den KSC hatte der Mittelfeldstratege in der Regionalliga Süd am 11. April 1974 bei einem 2:1-Heimerfolg gegen die SpVgg Bayreuth bestritten.

### Auswahlehren

#### Bayern-Auswahl

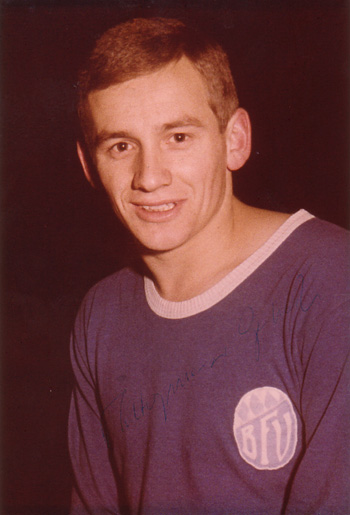
Gerhard Faltermeier im Dress der Bayerischen Verbandsauswahl

Bereits im Verlauf der ersten Verbandsrunde mit Jahn Regensburg 1963/64 wurde Faltermeier von Verbandstrainer Horst Stürze in die Verbandsauswahl berufen und nahm auch an einer Afrika-Reise im Jahre 1964 mit der Bayern-Auswahl teil. Mit der BFV-Auswahl gewann er in den Jahren 1965 und 1968 zweimal mit Mitspielern wie Heinz Wittmann, Rudolf Netzel, Josef Parzl, Manfred Ritschel, Horst Pohl, Manfred Größler und Dieter Nüssing den DFB-Länderpokal.
Im Jahre 1967 nahm er an einer Nordamerikareise mit dem Bayerischen Fußball-Verband teil, die völlig neue Einblicke in die Lebensgewohnheiten für den 24-Jährigen aus der Region Oberpfalz vermittelten. Insgesamt brachte es Faltermeier von 1965 bis 1968 auf 28 Berufungen in der Bayerischen Amateurauswahl.

#### Deutsche Fußballnationalmannschaft der Amateure, 1965 bis 1968
DFB-Trainer Dettmar Cramer berief den 21-jährigen Faltermeier zu seinem ersten Länderspiel in der Deutschen Amateurnationalmannschaft für das Spiel am 2. Juni 1965 in Wiesbaden gegen Holland. Beim 4:2-Erfolg bildete er zusammen mit Heinz-Herbert Kreh und Gerhard Neuser das Innentrio. Im Jahre 1966 ragten die zwei Einsätze im UEFA Amateur Cup gegen die Türkei in Bamberg und gegen Jugoslawien in Sisak heraus.
Beim Debüt des späteren Rekordnationalspielers Egon Schmitt am 25. Mai 1967 in Konstanz gegen Italien stürmte Faltermeier im Angriff der DFB-Elf. Das 0:0-Unentschieden am 20. September 1967 gegen Österreich hatte hohen emotionalen Stellenwert, da es im Jahn-Stadion in Regensburg vor heimischer Kulisse ausgetragen wurde. Auch der Nachfolger von Dettmar Cramer, Udo Lattek, schenkte dem Regensburger das Vertrauen für die zwei Olympia-Qualifikationsspiele 1967 gegen Großbritannien. Das Heimspiel am 25. Oktober wurde in Augsburg mit 0:2 Toren verloren, so dass der 1:0-Erfolg am 8. November in Hendon nicht für die Qualifikation ausreichte. Das im Vorfeld des Rückspiels erlebte Londoner Stadtderby Arsenal gegen West Ham United blieb „Benno“ Faltermeier noch lange in lebhafter Erinnerung. Die Atmosphäre im Stadion, die Stimmung der Fans in den brechend vollen Rängen und deren unaufhörliche Unterstützung der Mannschaften waren für den damals 24-Jährigen ein nachwirkender Eindruck. Nicht zu missende Erlebnisse brachten für Faltermeier und seine Kollegen aus der Amateurnationalmannschaft auch die Asienreise im Dezember 1967/Januar 1968 mit sich. Vom 30. Dezember 1967 bis zum 17. Januar 1968 trug die DFB-Elf sechs Länderspiele gegen Burma, Thailand, Malaysia, Hongkong, Philippinen und Japan aus. Die Eindrücke der Städte, der Menschen auf der Straße und im Stadion, das waren Momente wofür es sich lohnte, Amateurnationalspieler zu sein, bemerkte Faltermeier im Gespräch über diese Reise. Da Jahn Regensburg nach der Asienreise dem Spieler keine Freistellung für die Amateurnationalmannschaft mehr zugestehen wollte, war das 13. Länderspiel am 3. Januar 1968 in Bangkok gegen Thailand das letzte Spiel von Faltermeier für die DFB-Amateure.

## Trainer im Amateurlager, 1975 bis 1998
Nach einer Zwischenstation als Spieler beim SC Baden-Baden in der 1. Amateurliga Südbaden in der Runde 1974/75 begann „Benno“ Faltermeier im Sommer 1975 beim ASV Durlach seine Laufbahn als Trainer im Amateurbereich. Bis zum 40. Lebensjahr übte er diese Aufgabe als Spieler-Trainer aus. An seine Tätigkeit in Durlach schlossen sich die Stationen KSC-A-Jugend, SG Siemens Karlsruhe, FV Hochstetten, FC Eggenstein, Fortuna Kirchfeld, FC Busenbach, FV Berghausen und FG Rüppurr an. Neben seinen Trainer-Engagements verstärkte das „Laufwunder“ Faltermeier über viele Jahre die KSC-Traditionsmannschaft. Ende 1998 zwangen ihn diverse Operationen dazu, seine Trainertätigkeit zu beenden.

## Nach dem Fußball
Gerhard Faltermeier war seit 2006 im Ruhestand und erholte sich von einer Krebsoperation. Er lebte mit seiner Frau in Karlsruhe und hatte zwei Enkelkinder. Auch hatte er immer noch Interesse am Abschneiden von Jahn und dem Karlsruher SC. Am 9. März 2009 erlag Gerd Faltermeier im Alter von 65 Jahren den Folgen seiner Krebserkrankung.